# Plutoid

Duże obiekty transneptunowe: porównanie rozmiarów, kolorów i albedo.

Plutoidy – klasa obiektów astronomicznych, obiegających Słońce poza orbitą Neptuna, które posiadają na tyle dużą masę, żeby mogły dzięki siłom własnej grawitacji uzyskać kształt zbliżony do sferycznego. Plutoidy nie wyczyściły otoczenia swojej orbity z innych obiektów i z tej racji nie mogą być zaliczane do kategorii planet. Księżyce plutoidów nie należą do plutoidów, nawet wtedy, gdy są wystarczająco masywne, aby przybrać kształt kulisty. Nazwa tej klasy obiektów pochodzi od odkrytej w 1930 roku planety karłowatej Pluton. 
Potrzeba wprowadzenia takiej klasy pojawiła się w związku z odkrywaniem w pasie Kuipera i dalej coraz większej liczby obiektów transneptunowych, które swymi rozmiarami i cechami przypominają Plutona. Wszystkie plutoidy są jednocześnie planetami karłowatymi.

## Nazewnictwo
Roboczy projekt Międzynarodowej Unii Astronomicznej (IAU) przedstawiony 16 sierpnia 2006 roku proponował określenie „plutony” jako nazwę nowej klasy obiektów. 24 sierpnia 2006 r. na kongresie IAU w Pradze przyjęta została propozycja zdefiniowania nowej klasy obiektów transneptunowych podobnych do Plutona, nie określono jednak jej nazwy, odrzucając propozycję nadania jej nazwy „obiektów plutonowych”.
W czerwcu 2008 roku na spotkaniu Komitetu Wykonawczego IAU w Oslo zatwierdzono ostateczną nazwę „plutoidy” dla tej grupy obiektów, zaproponowaną przez IAU Committee on Small Body Nomenclature.

## Charakterystyka plutoidów
Do klasy plutoidów należą ciała niebieskie, które obiegają Słońce w czasie dłuższym niż 200 lat, mają orbity o dużym mimośrodzie i nachyleniu do ekliptyki. Ich masy powinny być wystarczająco duże, by uformować te obiekty w kształt zbliżony do kuli. Termin ten nie jest zdefiniowany dla ciał poza Układem Słonecznym. 

## Przedstawiciele
Znane są co najmniej 23 obiekty transneptunowe odpowiednio duże, żeby z wysokim prawdopodobieństwem mogły zostać uznane za plutoidy, kolejne 25 prawdopodobnie też kwalifikuje się do tej grupy. Jednak obecnie Międzynarodowa Unia Astronomiczna zalicza do tej grupy tylko cztery największe z nich:
- (134340) Pluton
- (136108) Haumea
- (136199) Eris
- (136472) Makemake

Obecnie (2015) tylko jeden plutoid był badany z bliska przez sondę kosmiczną: 14 lipca 2015 roku sonda New Horizons minęła Plutona.